# Elasticiteitsgrens

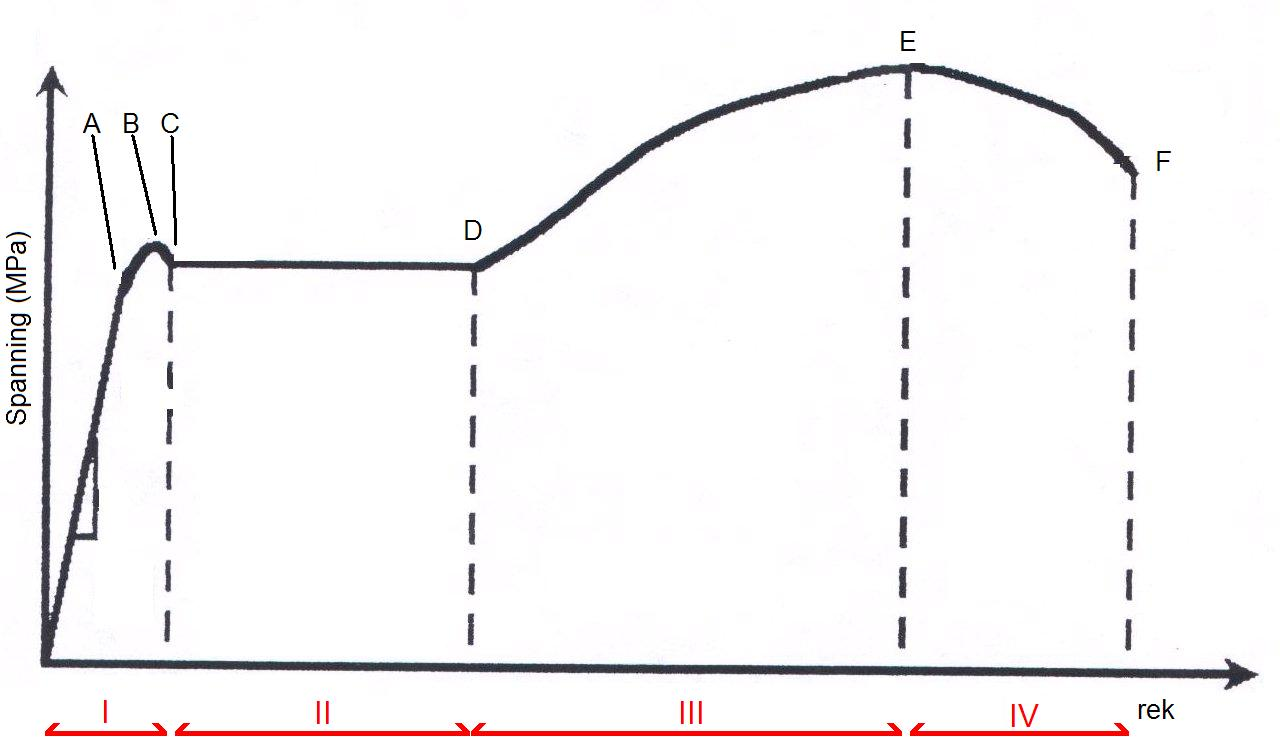
spanning-rekdiagram van zacht staal

De elasticiteitsgrens is het punt tijdens een trekproef, waar de eerste knik optreedt in het spanning-rek diagram. Bij het sterker belasten van de staaf wijkt de grafiek van de rechte lijn af. De evenredigheid tussen σ, de aangebrachte spanning en de rek ε houdt op. Maar de vervorming blijft elastisch. Dit gebied eindigt in een punt. Dit punt B noemen wij de elasticiteitsgrens σB
In de figuur is een spanning-rekdiagram aangeven van een trekproef uitgevoerd op zacht staal.
- A: proportionaliteitsgrens. Boven dit punt is de rek niet meer lineair afhankelijk van de spanning, zie Wet van Hooke.
- B: elasticiteitsgrens, bovenste vloeigrens, boven deze grens vervormt het materiaal plastisch.
- C: (onderste) vloeigrens Rp 0,2. Hier start het materiaal met vloeien.

Voor veel redeneringen (een goede benadering) laat men de punten A, B en C samenvallen: enkel de bovenste vloeigrens wordt gegeven.
- D: start verstevigen
- E: treksterkte (σUTS
- F: breuk